# Айда-Гроув (Айова)
Айда-Гроув (англ. Ida Grove) — місто (англ. city) в США, в окрузі Іда штату Айова. Населення — 2051 особа (2020).

## Географія
Айда-Гроув розташована за координатами 42°20′39″ пн. ш. 95°28′24″ зх. д. / 42.34417° пн. ш. 95.47333° зх. д. (42.344248, -95.473367).  За даними Бюро перепису населення США в 2010 році місто мало площу 5,47 км², з яких 5,45 км² — суходіл та 0,02 км² — водойми.

## Демографія
Згідно з переписом 2010 року, у місті мешкали 2142 особи в 966 домогосподарствах у складі 590 родин. Густота населення становила 391 особа/км².  Було 1080 помешкань (197/км²).
Расовий склад населення:
| - 98,2 % — білих - 0,3 % — чорних або афроамериканців - 0,2 % — корінних американців - 0,1 % — азіатів |

До двох чи більше рас належало 0,7 %. Частка іспаномовних становила 0,8 % від усіх жителів.
За віковим діапазоном населення розподілялося таким чином: 23,7 % — особи молодші 18 років, 52,7 % — особи у віці 18—64 років, 23,6 % — особи у віці 65 років та старші. Медіана віку мешканця становила 46,7 року. На 100 осіб жіночої статі у місті припадало 91,6 чоловіків;  на 100 жінок у віці від 18 років та старших — 83,9 чоловіків також старших 18 років.
Середній дохід на одне домашнє господарство  становив 53 609 доларів США (медіана — 40 294), а середній дохід на одну сім'ю — 64 144 долари (медіана — 50 882). Медіана доходів становила 43 897 доларів для чоловіків та 29 181 долар для жінок. За межею бідності перебувало 15,4 % осіб, у тому числі 21,1 % дітей у віці до 18 років та 1,7 % осіб у віці 65 років та старших.
Цивільне працевлаштоване населення становило 1026 осіб. Основні галузі зайнятості: освіта, охорона здоров'я та соціальна допомога — 23,5 %, виробництво — 21,3 %, роздрібна торгівля — 8,6 %, мистецтво, розваги та відпочинок — 7,5 %.